# Glatzer Schneeberg
Der Glatzer Schneeberg, auch Grulicher oder Spieglitzer Schneeberg (polnisch Śnieżnik Kłodzki, tschechisch Králický Sněžník) ist der höchste Berg (1425 m) des Glatzer Schneegebirges im westlichen Teil der Ostsudeten. Die Staatsgrenze zwischen Polen und Tschechien führt über den Gipfel. Der Name des Berges wurde von der langen Winterperiode abgeleitet, denn der Berg ist in der Regel bis zu acht Monate im Jahr mit Schnee bedeckt. Der obere Teil des Berges ist von subalpiner Vegetation geprägt, die Waldgrenze befindet sich etwa auf 1200 m Höhe.

## Lage und Umgebung
Der Glatzer Schneeberg befindet sich etwa 30 km südlich von Kłodzko (Glatz), 20 km nördlich von Králíky (Grulich) und 30 km westlich von Jeseník (Freiwaldau). An seinem Fuß befinden sich die Ortschaften Międzygórze (Wölfelsgrund), Kletno (Klessengrund), Velká Morava (Großmohrau) und Staré Město (Mährisch Altstadt).
Nach dem Abriss des Schutzhauses auf dem Gipfel ist heute auf der polnischen Seite die ehemalige Schweizerei am Schneeberg (Schronisko na Śnieżniku) unterhalb des Gipfels die einzige noch vorhandene Bergbaude am Schneebergmassiv. Das oberhalb von Kletno 1966 bei Bohrarbeiten entdeckte Tropfstein-Höhlenlabyrinth Jaskinia Niedźwiedzia (Bärenhöhle) besteht aus mehreren Ebenen und beinhaltet Knochen eiszeitlicher Tiere sowie Spuren menschlicher Besiedlung. Teile der Tropfsteinhöhle sind zur Besichtigung freigegeben. Ein Stück unterhalb des Gipfels befindet sich die Felsgruppe Vlaštovčí kameny (Schwalbensteine) – mit einer Blockhalde am Fuß.

## Der Wasserscheidepunkt Nordsee–Ostsee–Schwarzes Meer

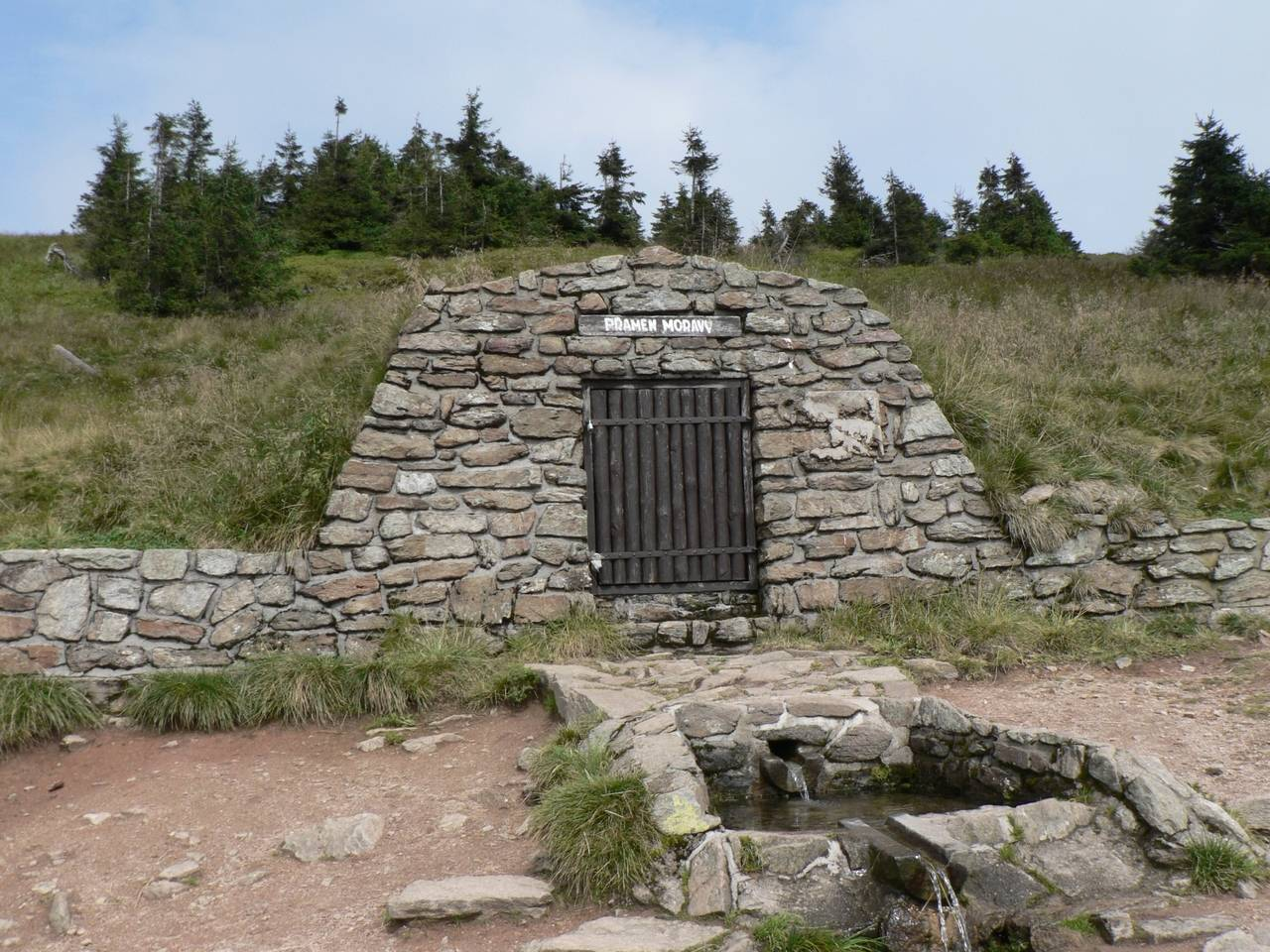
Marchquelle unter dem Gipfel

Der Trójmorski Wierch („Dreimeereberg“, deutsch Klapperstein, tschechisch Klepý), ein Seitengipfel des Schneebergmassivs (1145 m, 50° 9′ N, 16° 47′ O) ist ein bedeutender europäischer Wasserscheidepunkt. Die in einer Höhe von 1380 m am Südhang des Berges entspringende March (poln. Morawa, tschech. u. slowak. Morava) fließt über die Donau zum Schwarzen Meer, die Glatzer Neiße (Nysa Kłodzka) fließt über die Oder in die Ostsee und der Lipkovský potok (Lipkauer Bach) erreicht über die Elbe die Nordsee.

## Geschichte

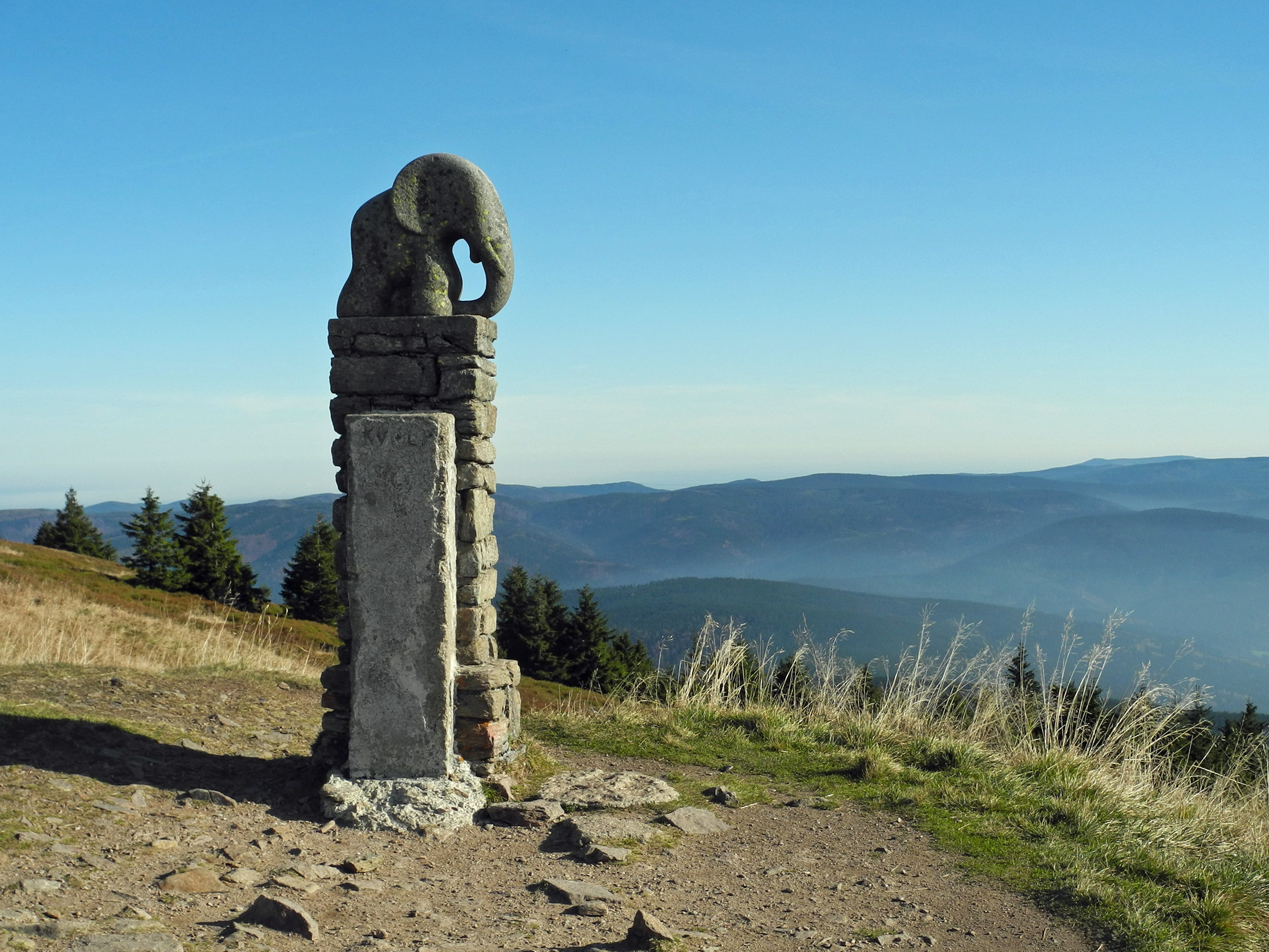
Elefanten-Skulptur, ein Symbol des Glatzer Schneebergs

Auf der schlesischen Seite stand seit 1899 eine steinerne Bergbaude mit dem 30 Meter hohen Kaiser-Wilhelm-Turm, der am 11. Oktober 1973 wegen Baufälligkeit von der Polnischen Armee gesprengt wurde. Die Trümmer bilden heute den höchsten Punkt des Berges. Geschichtlich grenzten auf dem Gipfel das Königreich Böhmen, die Markgrafschaft Mähren und die Grafschaft Glatz aneinander. Ein historischer Wappenstein markiert diese Stelle.
Die Liechtenstein-Baude wurde von 1908 bis 1912 auf böhmischer Seite errichtet, bis 1968 war sie bewirtschaftet und 1971 wurde sie abgerissen. Ab 1922 traf sich hier die Künstlergruppe „Jescher“, zu der folgende Künstler gehörten: Kurt Hallegger, Josef Eberhard Karger, Karl Eichhoff, Franz Urban und Anna Maria Hallegger-Bunzl. Zum 10. Jahrestag der Gruppengründung 1932 wurde neben der Baude die Granitskulptur eines Elefanten aufgestellt (Entwurf: Hallegger-Bunzl, Ausführung: Steinmetz Förster aus Zuckmantel).
Seit Herbst 2020 wird, mit finanzieller Unterstützung durch das europäische Interreg-Programm, erneut ein Aussichtsturm errichtet, der jedoch auf Widerstand aus Umweltkreisen stößt.
Am 8. Mai 2022 wurde mit Belastungstests die laut Eigenaussage weltgrößte Fußgängerhängebrücke in Tschechien fertiggestellt und Tage darauf eröffnet. Die Himmelsbrücke bei Dolní Morava (Niedermohrau) überspannt das Tal Mlýnský potok, ist 721 Meter lang und verläuft bis zu 95 m über dem Boden und liegt auf 1100 m Meereshöhe. Die Brücke soll ganzjährig geöffnet sein, außer die Windgeschwindigkeit überschreitet 135 km/h. Der Bau der Brücke dauerte zwei Jahre und wurde von Umweltschützern bekämpft, die negative Auswirkungen auf Flora und Fauna kommen sahen.

## Naturschutz
Das Gebiet zeigt teilweise auch heute noch ausgedehnte Schäden durch Luftschadstoffe, insbesondere durch die Kohleverbrennung in den Nachkriegsjahren (Waldsterben).

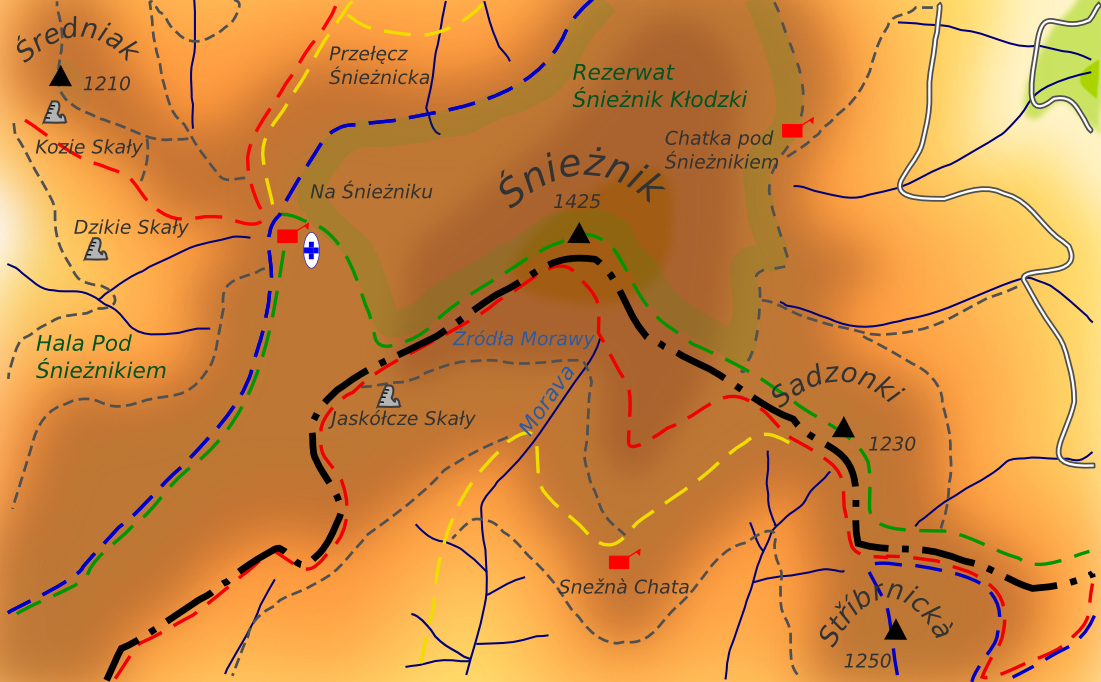
Karte mit Wanderwegen und Sehenswürdigkeiten

Das tschechische Nationale Naturreservat Králický Sněžník wurde 1990 ausgerufen. Es nimmt eine Fläche von 1694,67 Hektar ein. Zur Eingrenzung von störenden Einflüssen aus der Umgebung wurde außerdem eine Schutzzone mit einer Fläche von 1371,24 Hektar festgelegt. Neben subalpinen Bereichen mit Knieholz und Hochmooren findet man unterhalb der Waldgrenze Reste von Urwald mit den dort typischen Fichtenarten und endemischen Pflanzen. Bedeutung hat das Reservat auch als Vogelschutzgebiet.
Auf polnischer Seite gibt es seit 1981 den Śnieżnicki Park Krajobrazowy (Landschaftsschutzpark Schneegebirge), der sich auf 28.800 Hektar erstreckt und dessen besondere Schutzzone 14.900 Hektar umfasst, weshalb im Umkreis des Berges nach wie vor keine Skilifte gebaut werden dürfen und eine Erschließung der Region für den Wintersport nur eingeschränkt möglich ist. Auf dem Gebiet des Naturparks leben unter anderem Wildschweine, Dachse, Gämsen, Schwarzstörche, seltene Spechtarten und endemische Pflanzenarten.

## Geologie
Die Geologie des Berges wird durch metamorphe Gesteine, wie Gneise und Glimmerschiefer bestimmt. Teilweise finden sich auch kristallisierte Kalksteine (Marmor), Dolomit, Amphibolit, Amphibolitschiefer, Quarzite und Quarzitschiefer. Die Flanken des Berges wurden in den Eiszeiten durch Gletscher überformt; es entstanden mannigfaltige Formenelemente, wie Blockhalden, Moränen und Mulden.
Auf tschechischer Seite wurde an der Südflanke der Schneeberg-Marmor (Sněžníkovský mramor) abgebaut, ein Gestein mit überwiegend hellem elfenbeinfarbenen Grundton und farbigen wolkenartigen Texturen (dunkelrosé, dunkelkhaki und grün). Aus ihm wurden Arbeiten für die Innenarchitektur sowie Mosaikpflaster gefertigt.

## Wege zum Gipfel
- Günstigster Ausgangspunkt ist der Urlaubsort Międzygórze, von dort führt der Weg über die ehemalige Schweizerei zum Gipfelplateau.
- Von Kletno aus führt ein Weg über die Bärenhöhle zum Gipfel.
- Weitere Ausgangspunkte sind Staré Město und Velká Morava.
- Über den Berg führen der Europäische Fernwanderweg E3 und der Bergwanderweg Eisenach-Budapest.